# 삼성 갤럭시 플레이어 50
삼성 갤럭시 플레이어 50(Samsung GALAXY player 50)은 삼성전자가 2011년 1월에 출시한 보급형 안드로이드 포터블 미디어 플레이어(PMP)다.

## 경쟁 기종
- 아이팟 터치 4세대

## 같이 보기
- 삼성 갤럭시 S
- 삼성 갤럭시 플레이어 4.0
- 삼성 갤럭시 플레이어 5.0